# Leptogaster freyi
Leptogaster freyi är en tvåvingeart som beskrevs av Stanley Willard Bromley 1951. Leptogaster freyi ingår i släktet Leptogaster och familjen rovflugor.
Artens utbredningsområde är Madagaskar. Inga underarter finns listade i Catalogue of Life.